# 徐詵 (成化進士)
徐詵（1440年—？），字邦孚，江西饒州府鄱陽縣人，民籍，明朝政治人物。

## 生平
江西鄉試第三十七名舉人。成化二十三年（1487年）中式丁未科會試第一百九十五名，三甲第一百六十三名進士。

## 家族
曾祖徐宗周；祖父徐子珏；父徐性中，母朱氏。永感下。